# Combat
Pour les articles homonymes, voir Combat (homonymie).

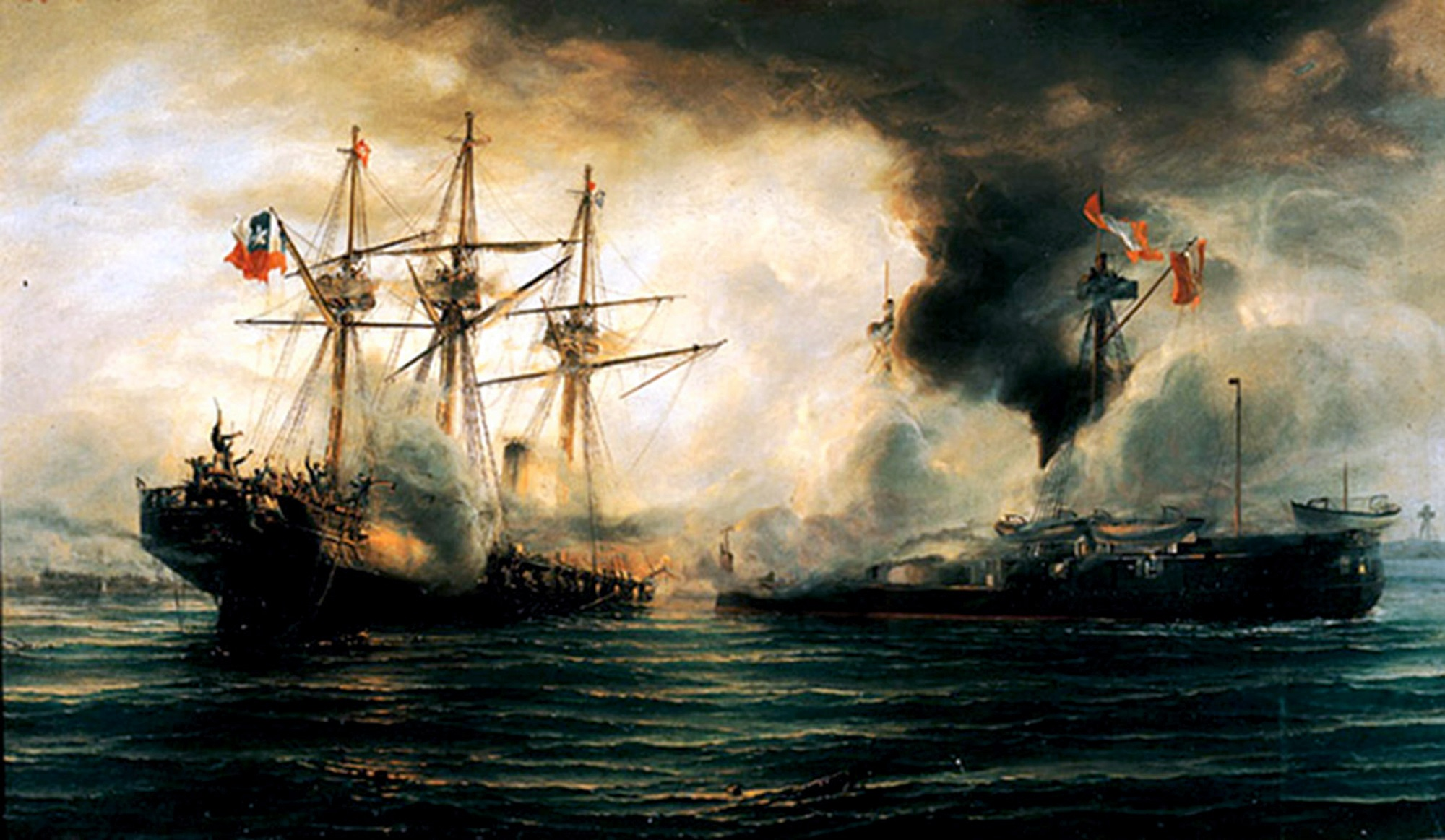
Combat naval d'Iquique, huile sur toile de Thomas Somerscales, XIX

Un combat est une lutte ou un conflit violent entre deux ou plusieurs personnes ou organisations. L'objectif est généralement d'établir une domination sur la partie opposée.
Dans le cadre militaire, le terme de combat (ou d'engagement) fait référence aux affrontements entre des forces militaires pendant une guerre : le combat est une action particulière d'une partie des troupes, et souvent imprévue et de courte durée, tandis que la bataille est une action générale des troupes et précédée de préparation, calculée, donc prévue. Le combat est donc souvent considéré comme la composante d'une bataille. L'escarmouche se différencie du combat, car c'est un combat ponctuel de très courte durée et souvent inopiné, qui survient généralement entre des patrouilles ou des détachements militaires. Le combat et l'escarmouche permettent de tester les forces de l'ennemi à petite échelle et peut être un prélude à un engagement plus important.
Il peut également désigner un duel entre deux personnes, comme un combat de catch.
De nombreuses civilisations ont élevé des animaux afin de les faire combattre ; ces combats d'animaux sont souvent sources de paris.
En religion, le combat spirituel est une lutte interne sur le plan personnel[réf. nécessaire].

## Quelques combats guerriers célèbres
- Combat des Trente (1351)
- Combat de Hampton Roads (1862)
- Combat naval à Cherbourg (1864)